# TVR Griffith
La TVR Griffith è un'autovettura prodotta dalla TVR tra il 1991 e il 2002, e con una nuova versione prodotta dal 2022.

## Prima generazione (1991-2002)
Come i suoi omonimi antecedenti, la Griffith 200 e la Griffith 400 prodotte negli anni 60, la Griffith 500 è un'auto sportiva in fibra di vetro, 2 porte e 2 posti con un motore V8. Originariamente, montava un motore Rover V8 4.0 L da 240 CV, che poteva essere opzionalmente aumentato a 280 CV. Nel 1993, con la versione 5.0R la potenza aumentò a 340 CV. Tutti i modelli utilizzano una trasmissione manuale a cinque velocità.
Sebbene la Griffith sia quasi meccanicamente identica alla sua auto gemella, la Chimaera, ha un design diverso ed è stata prodotta in numeri molto minori.
Un'edizione speciale della Griffith 500 è stata realizzata con il nome Blackpool B340. La vettura, simile ad una normale Griffith 500 presenta alcuni optional su misura.
Nel 2000 la TVR annunciò la fine di produzione della Griffith. Per la fine della produzione è stata realizzata una serie limitata di 100 esemplari dal nome Special Edition (SE). Sebbene sia ancora molto simile al precedente modello, la SE ha un interno ibrido che utilizza il cruscotto Chimaera e i sedili Cerbera. Le luci posteriori sono diverse insieme agli specchietti retrovisori; i fari sono più potenti. Tutte le auto hanno anche una firma unica nel bagagliaio. Le SE sono state costruite tra il 2000 e il 2002.

### Motorizzazioni e prestazioni
| Modello | Cilindrata (cm³) | Potenza (CV)    | Coppia                           | Velocità massima   | 0-100 Km/h (s) | 0-160 Km/h (s) |
| 4.0     | 3.950            | 240 hp (243 PS) | 270 ft⋅lbf (370 N⋅m) at 4000 rpm | 152 mph (245 km/h) | 4.7            | 12.1           |
| 4.0 HC  | 3.950            | 275 hp (279 PS) | 305 ft⋅lbf (414 N⋅m)             | 158 mph (254 km/h) | 4.7            | 12.1           |
| 4.3     | 4.280            | 280 hp (284 PS) | 305 ft⋅lbf (414 N⋅m) at 4000 rpm | 158 mph (254 km/h) | 4.6            | 11.3           |
| 4.5     | 4.495            | 285 hp (289 PS) | 310 ft⋅lbf (420 N⋅m)             | 158 mph (254 km/h) | 4.6            |                |
| 5.0     | 4.988            | 340 hp (345 PS) | 350 (320 with catalyzer) lbf·ft  | 169 mph (272 km/h) | 4.1            | 10.5           |

## Seconda generazione (2022-)
L'8 settembre 2017, in concomitanza del 70º anniversario dell'azienda al Goodwood Revival è stata rivelata la nuova TVR Griffith. È dotata di un motore V8 Ford Coyote modificato dalla Cosworth che produce 500 CV, presenta sospensioni a doppio braccio oscillante con ammortizzatori regolabili ed un telaio in fibra di carbonio. Può accelerare da 0 a 100 km/h in circa 4 secondi e può raggiungere una velocità massima superiore a 322 km/h. La nuova Griffith conserva la trasmissione manuale come quella usata nei precedenti modelli TVR (questa volta con sei rapporti), e include ABS, servosterzo e controllo della trazione di serie per gestire l'elevata potenza e mantenere la vettura stabile alle alte velocità. L'uso estensivo della fibra di carbonio consente di risparmiare peso e, di conseguenza, pesa 1250 kg con una distribuzione del peso di 50:50. Elementi di design come prese d'aria frontali di grandi dimensioni, splitter anteriore e diffusore posteriore integrato contribuiscono ad aumentare l'aerodinamica della vettura. All'interno un quadro strumenti digitale fornisce informazioni utili ed i controlli sul volante e sul cruscotto sono minimi. Aria condizionata, rivestimenti interni in pelle e sistema multimediale sono di serie. 
Era stato dichiarato che la Griffith avrebbe iniziato la produzione verso la fine del 2018, ma la data venne posticipata più volte. Anche se la data di consegna delle auto era prevista per il 2022, al 2023 non è iniziata nemmeno la produzione dei primi modelli di serie.